# Miss Tierra 2021
Miss Tierra 2021 fue la 21.ª edición del certamen Miss Tierra correspondiente al año 2021. Debido a la pandemia del COVID‑19 el concurso se realizó de manera virtual. Candidatas de 80 países y territorios del mundo compitieron por el título. Al final del certamen, Lindsey Coffey, Miss Tierra 2020, de Estados Unidos, coronó a Destiny Wagner de Belice, como Miss Tierra 2021 siendo esta la primera que vez que dicho país obtiene una corona de uno de los 6 certámenes más importantes a nivel mundial.

## Resultados
| Resultados finales        | Candidata |
| ------------------------- | --- |
| Miss Tierra 2021          | - Belice - Destiny Wagner |
| Miss Tierra - Aire        | - Estados Unidos - Marisa Butler |
| Miss Tierra - Agua        | - Chile - Romina Denecken |
| Miss Tierra - Fuego       | - Tailandia - Jareerat Petsom |
| Semifinalistas (Top 8)    | - Filipinas – Naelah Alshorbaji - Países Bajos - Saartje Langstraat - Rusia – Anastasia Almyasheva - Venezuela – María Daniela Velasco |
| Cuartofinalistas (Top 20) | - Bélgica - Selena Ali - Bielorrusia - Mariya Dmitiryevna Perviy - Botsuana - Mosa Dolly - Colombia - Paulina Ruiz - Dinamarca - Cecillie Dissing - Ghana – Nylla Oforiwaa Amparbeng - Indonesia – Monica Khonado - Malasia – Nisha Thayananthan - Nigeria – Christine-Telfer Edet Ugah - Nueva Zelanda – Eva Wilson - República Checa – Adéla Štroffeková - Sudáfrica – Nompumelelo Maduna |

## Actividades previas al concurso

### Medallistas
| Evento                           | Evento                           | Medalla de oro                     | Medalla de plata                | Medalla de bronce                |
| -------------------------------- | -------------------------------- | ---------------------------------- | ------------------------------- | -------------------------------- |
| Competencia en Ropa de Playa     | Competencia en Ropa de Playa     | María Daniela Velasco Venezuela    | Jareerat Petsom Tailandia       | Flora Veloso Argentina           |
| Competencia en Ropa Casual       | Competencia en Ropa Casual       | Cristina Mariel Ríos Puerto Rico   | Anastasia Almyasheva Rusia      | Paulina Ruiz Colombia            |
| Competencia en Ropa Deportiva    | Competencia en Ropa Deportiva    | Jareerat Petsom Tailandia          | Saartje Langstraat Países Bajos | Marisa Butler Estados Unidos     |
| Competencia en Vestidos de Noche | Competencia en Vestidos de Noche | Naelah Alshorbaji Filipinas        | Nisha Thayananthan Malasia      | Cristina Mariel Ríos Puerto Rico |
| Talento                          | Creatividad                      | Adéla Štroffeková República Checa  | Saartje Langstraat Países Bajos | Romina Denecken Chile            |
| Talento                          | Canto                            | Marisa Butler Estados Unidos       | Umme Zamilatun Naima Bangladés  | Paulina Ruiz Colombia            |
| Talento                          | Danza                            | Marina Fernández España            | Cecilie Dissing Dinamarca       | Konatsu Yoshida Japón            |
| Mejor Eco-Video                  | África                           | Christine-Telfer Edet Ugah Nigeria |                                 |                                  |
| Mejor Eco-Video                  | Asia y Oceanía                   | Jareerat Petsom Tailandia          |                                 |                                  |
| Mejor Eco-Video                  | Europa                           | Saartje Langstraat Países Bajos    |                                 |                                  |
| Mejor Eco-Video                  | América                          | María Daniela Velasco Venezuela    |                                 |                                  |
| Voter's choice                   | Voter's choice                   | Paulina Ruiz Colombia              |                                 |                                  |

## Jurado final
- Amel Rose - estrella del pop internacional, cantante y compositora.
- Allan Wu - actor y presentador de The Amazing Race Asia y The Amazing Race China.
- Davonna Finley - defensora de la mujer, analista de concursos y The Sovereign de las redes sociales.
- Atty. Roel Refran - abogado experimentado, ejecutivo de mercados de capitales y educador en derecho y negocios.
- Adrienne Janic - presentadora de televisión, modelo y actriz, también conocida como "AJ" del exitoso programa de televisión Overhaul.
- Desmound Majekodunmi - Presentador de radio, músico, productor documental, agricultor y ecologista de la creación de cuidados.
- Lorraine Schuck - Ex Miss Asia Quest 1979 primera finalista y vicepresidenta ejecutiva, Carousel Productions.

## Candidatas
80 candidatas han sido confirmadas para participar en Miss Tierra 2021 (como figuran en el sitio web oficial del certamen):
(En la lista se utiliza su nombre completo, los sobrenombres van entrecomillados y los apellidos utilizados como nombre artístico, entre paréntesis; fuera de ella se utilizan sus nombres «artísticos» o simplificados).
| País/Territorio          | Candidata                         | Edad | Residencia          |
| ------------------------ | --------------------------------- | ---- | ------------------- |
| Angola                   | Jurelma de Jesus Paz              | 22   | Luanda              |
| Argentina                | Flora Veloso                      | 22   | Posadas             |
| Armenia                  | Maria Shukuryan                   | 23   | Ereván              |
| Australia                | Phoebe Loretta Soegiono           | 23   | Sídney              |
| Austria                  | Effy «Enya» Rocksen               | 25   | Estiria             |
| Bangladés                | Umme Zamilatun Naima              | 21   | Sylhet              |
| Bélgica                  | Selena Ali                        | 24   | Amberes             |
| Belice                   | Destiny Evelyn Wagner             | 25   | Punta Gorda         |
| Bielorrusia              | Mariya Dmitiryevna Perviy         | 24   | Minsk               |
| Bolivia                  | Sarah Nohelia Terán Antezana      | 21   | Cochabamba          |
| Bosnia y Herzegovina     | Ines Radončić                     | 23   | Sarajevo            |
| Botsuana                 | Mosa Dolly Balesamang             | 27   | Moshupa             |
| Brasil                   | Cássia Adriane de Araújo          | 21   | Belém               |
| Bulgaria                 | Yuliia Pavlikova                  | 28   | Kerch               |
| Camboya                  | Dam Sopheaksindy                  | 26   | Pursat              |
| Camerún                  | Raïssa Mandeng                    | 23   | Maroua              |
| Canadá                   | Alice Li                          | 27   | Toronto             |
| Chile                    | Romina Denecken van der Veen      | 20   | Santiago            |
| China                    | Xue Hui                           | 22   | Pekín               |
| Colombia                 | Paulina «Pola» Ruiz Medina        | 26   | Bogotá              |
| Crimea                   | Ksenia Vyacheslavovna Salata      | 25   | Simferópol          |
| Cuba                     | Cynthia Linnet Lau                | 24   | Holguín             |
| Dinamarca                | Cecilie Fro Dissing               | 21   | Copenhague          |
| Eslovenia                | Asja Bonnie Pivk                  | 21   | Strahinj            |
| España                   | Marina Fernández Moreno           | 28   | Sabadell            |
| Estados Unidos           | Marisa Paige Butler               | 27   | Standish            |
| Estonia                  | Eliise Randmaa                    | 21   | Kirna               |
| Filipinas                | Naelah «Nana» Alshorbaji          | 23   | Parañaque           |
| Francia                  | Amélie Gigan                      | 21   | Saint-Pierre        |
| Gambia                   | Bintou Jawara                     | 21   | Kololi              |
| Ghana                    | Nylla Oforiwaa Amparbeng          | 28   | Acra                |
| Grecia                   | Katerina Psychou                  | 19   | Atenas              |
| Guadalupe                | Stessy Roche                      | 22   | Le Gosier           |
| Guatemala                | Mariela Aldana Aguilar            | 25   | Ciudad de Guatemala |
| India                    | Rashmi Madhuri                    | 27   | Bangalore           |
| Indonesia                | Monica Fransisca Khonado          | 24   | Manado              |
| Inglaterra               | Kate Marie McDonnell              | 27   | Coventry            |
| Irán                     | Hima Zaker                        | 27   | Mashhad             |
| Irlanda                  | Bronwyn O'Connell                 | 27   | Dublín              |
| Islas Marianas del Norte | Crystal Fiona Rio                 | 18   | Chalan Kanoa        |
| Italia                   | Federica Rizza                    | 22   | Formia              |
| Japón                    | Konatsu Yoshida                   | 26   | Hokkaidō            |
| Kenia                    | Stacy Chumba                      | 21   | Nairobi             |
| Kirguistán               | Ekaterina Ibragimovna Zabolotnova | 26   | Biskek              |
| Laos                     | Roungfa Lattanasamay              | 23   | Vientián            |
| Letonia                  | Liene Leitāne                     | 24   | Riga                |
| Líbano                   | Tatyana Alwan                     | 18   | Beirut              |
| Macedonia del Norte      | Ana Brzanova                      | 21   | Gevgelija           |
| Malasia                  | Nisha Thayananthan                | 27   | Seremban            |
| Mauricio                 | Krishma Ramdawa                   | 28   | Port Louis          |
| México                   | Natalia Denisse Durán Ramos       | 22   | Nuevo Laredo        |
| Montenegro               | Andrijana Nina Delibašić          | 20   | Podgorica           |
| Myanmar                  | Linn Htet Htet Kyaw               | 22   | Myitkyina           |
| Nepal                    | Supriya Shrestha                  | 24   | Katmandú            |
| Nigeria                  | Christine-telfer Edet Ugah        | 23   | Cross River         |
| Noruega                  | Madeleine Denice Olsen            | 27   | Vinterbro           |
| Nueva Zelanda            | Eva Louise Wilson                 | 25   | Tauranga            |
| Países Bajos             | Saartje Langstraat                | 21   | Bergschenhoek       |
| Panamá                   | Jillyan Aleida Chue Rodríguez     | 25   | Colón               |
| Paraguay                 | Evelyn Mabel Báez Andrade         | 24   | Salto del Guairá    |
| Perú                     | Briggitte Corrales Gabriel        | 26   | Lima                |
| Portugal                 | Gabriella Rodríguez               | 22   | Paredes de Coura    |
| Puerto Rico              | Cristina Mariel Ríos Reyes        | 19   | San Sebastián       |
| República Checa          | Adéla Štroffeková                 | 19   | Praga               |
| República Dominicana     | Nicole Franco                     | 27   | Santo Domingo       |
| Reunión                  | Mathilde Grondin                  | 20   | Saint-Joseph        |
| Ruanda                   | Josine Ngirinshuti                | 21   | Kigali              |
| Rusia                    | Anastasia Almiasheva              | 19   | Moscú               |
| Serbia                   | Djina Radovac                     | 21   | Ruma                |
| Singapur                 | Ruth Isabelle d'Almeida           | 20   | Ciudad de Singapur  |
| Siria                    | Sanaa Atia                        | 23   | Tartús              |
| Sri Lanka                | Diandra Soysa                     | 22   | Colombo             |
| Sudáfrica                | Nompumelelo Sweli Maduna          | 26   | Soweto              |
| Suecia                   | Linn Bjurström Salonen            | 24   | Estocolmo           |
| Tailandia                | Jareerat «Baitong» Petsom         | 28   | Chumphon            |
| Ucrania                  | Marina Litvin                     | 20   | Zaporiyia           |
| Uganda                   | Ahlam «Lamu» Ismail Alibhai       | 24   | Soroti              |
| Venezuela                | María Daniela Velasco Rodríguez   | 28   | Caracas             |
| Vietnam                  | Nguyễn Thị Văn Anh                | 26   | Hưng Yên            |
| Zimbabue                 | Jemima Ruth Mandemwa              | 21   | Bulawayo            |

9 candidatas compitieron en las preliminares pero estuvieron ausentes en la noche de coronación.
| País/Territorio | Candidata                | Edad | Residencia |
| --------------- | ------------------------ | ---- | ---------- |
| Costa de Marfil | Lune Aminata Coulibaly   | 27   | Abiyán     |
| Croacia         | Ana Brajčić              | 26   | Vis        |
| Etiopía         | Tamnica Kedir Zenyu      | 23   | Adís Abeba |
| Honduras        | Jissel Rivera            | 20   | Roatán     |
| Irak            | Sima Mohamed             | 26   | Diala      |
| Liberia         | Odella Kanu Flomo        | 20   | Nimba      |
| Níger           | Miriam Abdou Saleye      | 24   | Niamey     |
| Suiza           | Jelena Vukcevic          | 27   | Zúrich     |
| Zambia          | Chilekwa Charice Kalunga | 21   | Lusaka     |

### Suplencias
- Klaudia Bleimer (Austria) renunció como Miss Earth Austria 2021 debido a sus obligaciones como enfermera y líder médica. Fue reemplazada por Effy Rocksen.
- Nisa Van Baelen (Bélgica) previamente anunciada como Miss Earth Belgium 2021, ya no competirá tras la información de que el certamen será virtual. Selena Ali, su primera finalista, asumió el título.
- Aarti Vidya Sooknandan (Belice) renunció a su título como Miss Earth Belice 2021 debido a razones desconocidas. Fue reemplazada por Destiny Evelyn Wagner.
- Laura Pastor (Canadá) renunció a su título como Miss Earth Canada 2021 debido a razones desconocidas. Fue reemplazada por Alice Li.
- Candice Guivarch (Francia) previamente anunciada como Miss Earth France 2021, competirá en The Miss Globe 2021 en lugar. Tras la decisión de la Organización Miss Elegance France el 24 de agosto en su cuenta de Facebook. Amélie Gigan, su primera finalista asumió el título.
- Dunia Ibrahim (Líbano) renunció a su título como Miss Earth Lebanon 2021 debido a razones desconocidas. Fue reemplazada por Tatyana Alwan.
- Theint Zar Chi (Myanmar) previamente anunciada como Miss Earth Myanmar 2021, ya no competirá luego de la información de que el certamen será virtual. Fue reemplazada por Linn Htet Htet Kyaw.
- Valerie Vigoreaux (Puerto Rico) renunció a su título como Miss Earth Puerto Rico 2021 debido a razones desconocidas. Miss Earth Air Puerto Rico 2021 Cristina Ríos asumió el título y competirá internacionalmente.
- Nieves Marcano (República Dominicana) previamente anunciada como Miss Earth República Dominicana 2021, ya no competirá luego de la información de que el certamen será virtual. Fue reemplazada por Nicole Franco.
- Albina Koroleva (Rusia) renunció a su título como Miss Earth Russia 2021 debido a razones desconocidas. Fue reemplazada por Anastasia Almiasheva.
- Anji Al-Saleh (Siria) renunció a su título como Miss Earth Syria 2021 debido a razones desconocidas. Fue reemplazada por Sanaa Atia.

## Datos acerca de las delegadas
- Algunas de las delegadas del Miss Tierra 2021 han participado, o participarán, en otros certámenes internacionales de importancia:
  - Yuliia Pavlikova (Bulgaria) fue Miss Foto Eurasia en Miss Eurasia 2013, primera finalista en Beauty of the World 2014 y The Queen of Eurasia 2016, finalista en Queen International 2015 y Miss Europa 2017, Diamond Star of Eurasia en Global Fest Eurasia Stars 2018 y ganadora de Queen Peacemaker World 2018, Lady Universo 2019, Miss Supermodel Globe 2020, Supermodel of the Planet 2020 y World Next Top Model 2020, en estos certámenes representando a Crimea y Rusia.
  - Jillyan Aleida Chue Rodríguez (Panamá) fue ganadora de Miss Beauty World International 2014 , segunda finalista en Miss Universe Petite 2017 y participó sin éxito en Miss Supranacional 2023.
  - Sarah Nohelia Terán Antezana (Bolivia) participó sin éxito en Miss Piel Dorada Internacional 2016 y semifinalista en Miss Landscapes Internacional 2019.
  - Kate Marie McDonnell (Inglaterra) participó sin éxito en Miss Eco Internacional 2016, Miss Global 2017 y Miss Supranacional 2022.
  - Cecilie Dissing (Dinamarca) participó sin éxito en Miss Europa Continental 2017 y semifinalista en Miss Queen Europe 2019.
  - María Daniela Velasco Rodríguez (Venezuela) fue semifinalista en Miss Continentes Unidos 2017.
  - Cynthia Linnet Lau (Cuba) participó sin éxito en Miss Intercontinental 2018.
  - Marisa Paige Butler (Estados Unidos) fue cuartofinalista en Miss Mundo 2018.
  - Eva Louise Wilson (Nueva Zelanda) participó sin éxito en World Miss Tourism Ambassador 2018 y cuartofinalista en Miss Supranacional 2019.
  - Mariya Dmitiryevna Perviy (Bielorrusia) fue cuartofinalista en Miss Internacional 2019.
  - Alice Li (Canadá) fue ganadora de Miss Global Internacional 2019, representando a China, y participó sin éxito en Miss Intercontinental 2018 y Miss Supranacional 2021, en este último representando a China.
  - Eliise Randmma (Estonia) participó sin éxito en Miss Grand Internacional 2019, semifinalista en The Miss Globe 2020 y semifinalista en Top Model of the World 2023.
  - Ekaterina Ibragimovna Zabolotnova (Kirguistán) participó sin éxito en Miss Mundo 2019.
  - Ana Brzanova (Macedonia del Norte) participó sin éxito en Top Model of the World 2019, The Miss Globe 2020, Miss Eurasia 2021, en estos dos últimos representando a Serbia, y Miss Aura Internacional 2021 y semifinalista en Miss Europa 2022.
  - Linn Htet Htet Kyaw (Myanmar) fue semifinalista en World Beauty Queen 2019.
  - Evelyn Mabel Báez Andrade (Paraguay) fue primera finalista en Miss América Continental 2019.
  - Adéla Štroffeková (República Checa) participó sin éxito en Miss Turismo Mundo 2019.
  - Jemima Ruth Mandemwa (Zimbabue) fue primera finalista en Miss Super Globe 2019, fue Miss Environment Fauna & Flora - cuarta finalista en Miss Environment Internacional 2022 y primera finalista en Miss Planeta Internacional 2023.
  - Liene Leitāne (Letonia) participó sin éxito en The Miss Globe 2020, cuartofinalista en Miss Aura Internacional 2021 y ganadora de Miss Summer World 2022.
  - Andrijana Nina Delibašić (Montenegro) fue semifinalista en The Miss Globe 2020 y participó sin éxito en Miss Aura Internacional 2021.
  - Federica Rizza (Italia) participó sin éxito en Miss Eco Internacional 2022.

## Sobre los países de Miss Tierra 2021

### Naciones debutantes
- Gambia
- Irán
- Laos

### Naciones que se retiran de la competencia
- Alemania
- Burkina Faso
- Costa de Marfil
- Costa Rica
- Croacia
- Ecuador
- Finlandia
- Guyana
- Honduras
- Islandia
- Islas Vírgenes de los Estados Unidos
- Jamaica
- Liberia
- Moldavia
- Mongolia
- Pakistán
- Polonia
- Reino Unido
- Rumania
- Sierra Leona
- Uruguay
- Zambia

### Naciones que regresan a la competencia
Compitió por última vez en 2004:
- Bulgaria

Compitió por última vez en 2006:
- Macedonia del Norte

Compitió por última vez en 2014:
- Letonia

Compitieron por última vez en 2017:
- Angola
- Kirguistán

Compitieron por última vez en 2018:
- Belice
- Cuba

Compitieron por última vez en 2019:
- Botsuana
- Crimea
- Inglaterra
- Malasia
- Nepal
- República Checa
- Ruanda
- Ucrania